# Coquette-Klasse
Die Coquette-Klasse war eine Klasse von acht nominell 18-Kanonen-Korvetten der französischen Marine, die von 1780 bis 1807 in Dienst stand.

## Geschichte
Die von dem Schiffbaumeister Joseph-Marie-Blaise Coulomb entworfene Klasse, war die erste französische Korvettenklasse mit 8-Pfünder-Kanonen und ersetzte die bis einige Jahre davor gebauten Fregatten mit 8-Pfünder Bestückung. Sie entsprachen den zeitgenössischen britischen 20- bis 26-Kanonen-Post ships (6. Ranges) mit 9-Pfünder-Kanonen. Der Entwurf der Klasse war aber bei den Briten nicht beliebt, sodass es keine langen Dienstzeiten für erbeutete Einheit in der britischen Marine gab.

## Einheiten
| Name       | Bauwerft          | Kiellegung     | Stapellauf        | Indienststellung | Verbleib |
| ---------- | ----------------- | -------------- | ----------------- | ---------------- | --- |
| Coquette   | Arsenal de Toulon | Juli 1779      | 11. Dezember 1779 | März 1780        | Am 2. März 1783 durch die Royal Navy bei Grand Turk Island gekapert, anschließend verkauft                         |
| Naïade     | Arsenal de Toulon | Juli 1779      | 21. Dezember 1779 | April 1780       | Am 14. April 1783 durch die Royal Navy gekapert, Kurzfristig in Dienst gestellt und im August 1784 verkauft        |
| Badine     | Arsenal de Toulon | Mai 1780       | 5. August 1780    | Dezember 1780    | Am 18. März 1804 außer Dienst und Verwendung als Hulk, als solche im Februar 1809 von den Briten erbeutet          |
| Sémillante | Arsenal de Toulon | Mai 1780       | 11. August 1780   | Dezember 1780    | Am 5. Januar 1787 in Toulon verbrannt                                                                              |
| Blonde     | Arsenal de Toulon | August 1780    | 6. Januar 1781    | März 1781        | Am 28. November 1793 durch die Royal Navy gekapert, keine Indienststellung und 1794 verkauft                       |
| Brune      | Arsenal de Toulon | August 1780    | 20. Januar 1781   | März 1781        | 1799 an die Russen später Osmanen abgegeben, 1807 durch die Royal Navy gekapert                                    |
| Poulette   | Arsenal de Toulon | September 1780 | 22. März 1781     | 30. Juni 1781    | Am 29. August 1793 durch die Royal Navy gekapert, in Dienst gestellt und am 20. Oktober 1796 bei Ajaccio verbrannt |
| Belette    | Arsenal de Toulon | Oktober 1780   | 5. März 1781      | 17. Juni 1781    | Am 29. August 1793 durch die Royal Navy gekapert, in Dienst gestellt und am 20. Oktober 1796 bei Ajaccio verbrannt |

## Technische Beschreibung
Die Klasse war als Batterieschiff mit einem durchgehenden Geschützdecks konzipiert und hatte eine Länge von 38,66 Metern (Geschützdeck) bzw. 34,43 Metern (Kiel), eine Breite von 9,91 Metern und einen Tiefgang von 4,87 Metern bei einer Verdrängung von 400/850 Tonnen. Sie waren Rahsegler mit drei Masten (Fockmast, Großmast und Kreuzmast). Der Rumpf schloss im Heckbereich mit einem Heckspiegel, in den eine Galerie integriert war, die in die seitlich angebrachten Seitengalerien mündeten. Diese waren aus Repräsentationsgründen durch zeitspeziefische Schnitzereien und Bildhauerarbeiten geschmückt. Die Beplankung war kraweel ausgeführt, das heißt, die Enden der Planken stießen stumpf aufeinander, so dass eine glatte Außenfläche entstand.
Die Bewaffnung der Klasse bestand aus 26 Kanonen.
|            | Batteriedeck           | Achterdeck                                     | Kanonen (Geschossgewicht) |
| ---------- | ---------------------- | ---------------------------------------------- | ------------------------- |
| Design     | 18 × 8-Pfünder         |                                                | 18 Kanonen                |
| 1783       | 20 × 8-Pfünder         | 6 × 6-Pfünder                                  | 26 Kanonen (47,971 kg)    |
| 1792 Brune | 22 × 8-Pfünder-Kanonen | 6 × 6-Pfünder-Kanonen 2 × 36-Pfünder-Haubitzen | 30 Geschütze              |

## Besatzung
Die Besatzung hatte eine Stärke von 168 Mann (8 Offiziere und 160 Unteroffiziere bzw. Mannschaften).